# Аксёнов, Александр Викторович
Алекса́ндр Ви́кторович Аксёнов (род. 3 июня 1966 года, Ставрополь, РСФСР, СССР) — российский учёный-химик, доктор химических наук, профессор, декан химико-фармацевтического факультета СКФУ, почётный работник науки и техники РФ.

## Биография
В 1983 году окончил среднюю школу № 17 г. Ставрополя. В 1983—1984 гг. работал плиточником-облицовщиком в СУОР.
В 1984 году поступил в Московский ордена Ленина, ордена Трудового Красного Знамени химико-технологический институт (в настоящее время Российский химико-технологический университет) им. Д. И. Менделеева. В 1986—1987 гг. проходил службу в рядах ВС СССР.
А. В. Аксенов в 1991 году окончил Московский химико-технологический институт (МХТИ) им. Д. И. Менделеева (с 1992 г. Российский химико-технологический университет (РХТУ) им. Д. И. Менделеев). В 1994 году после окончания аспирантуры РХТУ защитил кандидатскую диссертацию на тему «Новые области применения гидрида натрия в органическом синтезе». В 2001 году А. В. Аксенов защитил докторскую диссертацию по специальности «органическая химия» на тему Синтез и особенности поведения 2,3'-бихинолила и его производных в реакциях с нуклеофильными и электрофильными реагентами (РХТУ). С 2002 г. А. В. Аксенов является заведующим кафедрой органической, физической и фармацевтической химии Ставропольского государственного университета (с 2012 г. — Северо-Кавказского федерального университета (СКФУ)). В 2013 году по инициативе профессора А. В. Аксенова в СКФУ создан НИИ химии и химической технологии, который он возглавил. Научная школа проф. А. В. Аксенова, продолжает традиции научного общества химиков-органиков, созданного в 1920-е гг. в МХТИ им. Д. И. Менделеева. В Ставрополе она начала формироваться в 1994 году, когда А. В. Аксенов приступил к работе в Ставропольском государственном университете и создал там первую научную лабораторию по органической химии. В 1999 году под руководством А. В. Аксенова подготовлена и защищена первая диссертация на соискание учёной степени кандидата химических наук по специальности «органическая химия», а 2001 г. — первая докторская диссертация. Начиная с 1999 г. под руководством А. В. Аксенова, подготовлено 4 доктора и 25 кандидатов химических наук.

## Награды
Александр Викторович награждён дипломом «Памяти профессора А. Н. Коста» и золотым академическим знаком «За выдающиеся достижения в области химии гетероциклических соединений» (2010 г.), удостоен звания заслуженного профессора Ставропольского государственного университета (2011 г.), награждён почётной грамотой Министерства образования и науки Российской Федерации (2013 г.), награждён золотой медалью «100 лет профессору А. Н. Косту» за особые достижения в химии гетероциклов (2015 г.), награждён знаком «Почётный работник науки и техники РФ» (2015 г.), награждён медалью «За Доблестный труд» (2016 г.), награждён медалью «За вклад в реализацию государственной политики в области образования и научно-технологического развития» (2022 г.).